# Emil Schöpflin
Emil Schöpflin (26 de julho de 1910, data de morte desconhecida) foi um ciclista alemão. Ele competiu na prova de estrada individual e em equipe nos Jogos Olímpicos de Berlim 1936.